# Notiocharis lanceolata
Notiocharis lanceolata és una espècie d'insecte dípter pertanyent a la família dels psicòdids.

## Descripció
- El mascle presenta les ales esveltes, clares i lanceolades, l'edeagus ample, antenes de 0,67 mm de llargària i ales de 2,12-2,17 mm de llargada i 0,52-0,57 d'amplada.
- La femella és similar al mascle, té la placa subgenital còncava a l'àpex i feblement bilobulada, l'espermateca esclerotitzada i amb la superfície rugosa, antenes de 0,70-0,71 mm de longitud i ales d'1,67-1,80 de llargària i 0,47 d'amplada.[3]

## Distribució geogràfica
Es troba a Papua Nova Guinea.